# Bustin
Bustin är ett berg på ön Suðuroy i Färöarna.   Det ligger i sýslan Suðuroyar sýsla, i den södra delen av landet, 50 km söder om huvudstaden Tórshavn. Toppen på Bustin är 487 meter över havet. Närmaste större samhälle är Vágur, 11 km söder om Bustin. 